# Zac Taylor
Zac Taylor (* 10. Mai 1983 in Norman, Oklahoma) ist ein ehemaliger American-Football-Spieler und aktueller -Trainer. Seit 2019 ist er Head Coach der Cincinnati Bengals in der NFL. Vorher war er als Assistenztrainer bei mehreren Teams aktiv.

## Karriere

### Karriere als Spieler
Taylor begann seine Karriere als Quarterback an der Norman High School in Norman, Oklahoma. Nach dem Highschoolabschluss spielte er für die Wake Forest University in Winston-Salem, North Carolina. In seinen ersten zwei Jahren konnte er sich nicht durchsetzen und wechselte ans Butler Community College in El Dorado, Kansas. Dort feierte er Erfolge und erreichte das NJCAA Championship Game. 2005 wechselte er an die University of Nebraska. Er spielte zwei erfolgreiche Jahre und gewann 2005 den Alamo Bowl.
Im NFL Draft 2007 wurde Taylor nicht ausgewählt. Aber er unterschrieb kurz darauf bei den Tampa Bay Buccaneers, wurde dort jedoch vor Saisonbeginn wieder entlassen. Danach unterschrieb er bei den Winnipeg Blue Bombers in der CFL. Mit ihnen erreichte er das 95.te Finale des Grey Cups, in dem das Team den Saskatchewan Roughriders 19:23 unterlag. Taylor kam in keinem Spiel zum Einsatz und beendete nach der Saison 2008 seine aktive Karriere.

### Karriere als Trainer
Taylors Trainerkarriere begann 2008 als Graduate Assistant bei der Texas A&M University. 2012 wurde er Assistenztrainer bei den Miami Dolphins und 2015 sogar kurzzeitig interims-Offensive Coordinator. Die Dolphins beendeten diese Saison mit 6 Siegen und 10 Niederlagen als Letzter der AFC East. In der folgenden Saison wurde Taylor für ein Jahr Offensive Coordinator und Quarterbackscoach der University of Cincinnati. Zur Saison 2017 schloss er sich den Los Angeles Rams unter deren neuem Cheftrainer Sean McVay an. Ein Jahr später wurde er deren Quarterbackscoach. Mit den Rams erreichte Taylor den Super Bowl LIII, in dem sie den New England Patriots 3-13 unterlagen.
2019 wurde Taylor Head Coach der Cincinnati Bengals. In seiner ersten Saison standen 2 Siegen 14 Niederlagen gegenüber. Damit waren die Bengals das schlechteste Team der NFL-Saison 2019. So konnten sie im NFL Draft 2020 an erster Stelle wählen, sie entschieden sich für Quarterback Joe Burrow von der Louisiana State University. Auch mit Burrow konnte Taylor das Team in der Saison 2020 nicht auf die Erfolgsspur zurückführen; lediglich 4 Spiele wurden gewonnen und erneut wurde das Team letzter in der AFC North.
In der Saison 2021 konnten die Bengals mit Taylor überzeugen. Verantwortlich waren zu großen Teilen Quarterback Burrow und der im NFL Draft 2021 in der ersten Runde an fünfter Stelle neu gedraftete Wide Receiver Ja’Marr Chase. Insgesamt gewannen die Bengals in dieser Saison 10 Spiele und kassierten 7 Niederlagen. Durch einen 34:31-Sieg gegen die Kansas City Chiefs am vorletzten Spieltag gewannen die Bengals erstmals seit 2015 die AFC North und qualifizierten sich somit für die Playoffs. Dort trafen sie in der ersten Runde (der Wildcard Round) auf die Las Vegas Raiders und besiegten sie mit 26:19. Es war der erste Playoff-Sieg seit 1991 für das Team. In der zweiten Runde gelang mit 19:16 ein Sieg gegen Tennessee Titans, das stärkste Team der Regular Season in der AFC. Die Bengals zogen damit zum ersten Mal seit 33 Jahren in ein AFC-Championship-Finale. In diesem bezwangen sie die Kansas City Chiefs in der Verlängerung mit 27:24 und erreichten so den Super Bowl LVI. Im Super Bowl LVI kamen die Bengals allerdings nicht über ein 20:23 gegen die Los Angeles Rams hinaus. Drei Tage nach dem Super Bowl unterzeichnete Taylor eine Vertragsverlängerung bei den Bengals bis 2026.
Auch die folgenden Saison war für die Bengals sehr erfolgreich. Mit 12 Siegen bei nur vier Niederlagen gewannen sie wie in der Vorsaison die AFC North und konnten erneut in die Playoffs einziehen. Nach Siegen gegen die Baltimore Ravens und Buffalo Bills unterlagen die Bengals jedoch den Kansas City Chiefs im AFC Championship Game mit 20:23. Auch in der folgenden Saison 2023 konnten die Bengals mit neun Siegen mehr Spiele gewinnen als verlieren, obwohl Star-Quarterback Joe Burrow mehrere Wochen verletzungsbedingt fehlte. Trotz dieser positiven Bilanz verpassten die Bengals die Playoffs.

## Karrierestatistiken
| Team    | Saison | Regular Season | Regular Season | Regular Season | Regular Season | Regular Season      | Postseason | Postseason  | Postseason | Postseason                                                       |
| Team    | Saison | Siege          | Niederlagen    | Unentschieden  | Siege %        | Platzierung         | Siege      | Niederlagen | Siege %    | Ergebnis                                                         |
| ------- | ------ | -------------- | -------------- | -------------- | -------------- | ------------------- | ---------- | ----------- | ---------- | ---------------------------------------------------------------- |
| Bengals | 2019   | 2              | 14             | 0              | 12,5 %         | 4. in der AFC North | —          | —           | —          | —                                                                |
| Bengals | 2020   | 4              | 11             | 1              | 28,1 %         | 4. in der AFC North | —          | —           | —          | —                                                                |
| Bengals | 2021   | 10             | 7              | 0              | 58,8 %         | 1. in der AFC North | 3          | 1           | 75,0 %     | Niederlage gegen die Los Angeles Rams im Super Bowl LVI          |
| Bengals | 2022   | 12             | 4              | 0              | 75,0 %         | 1. in der AFC North | 2          | 1           | 66,7 %     | Niederlage gegen die Kansas City Chiefs im AFC Championship Game |
| Bengals | 2023   | 9              | 8              | 0              | 52,9 %         | 4. in der AFC North | —          | —           | —          | —                                                                |
| Gesamt  | Gesamt | 38             | 48             | 1              | 44,3 %         |                     | 5          | 2           | 71,4 %     |                                                                  |